# Acõntentâse
Acõntentâse è un album del gruppo I Trilli pubblicato nel 1981 dall'etichetta Area record. L'album, dedicato a Giuseppe Marzari, è interpretato dal solo Giuseppe Deliperi, detto Pucci.

## Tracce
Lato A
1. Acõntentâse (Bruno Lauzi, E. Ceseri)
2. Viva la rosa (Tradizionale)
3. Boccadaze (A. Margutti, C. Carbone)
4. Dedicata a Marzari (Giuseppe Marzari, M. Bo)
5. Sturla di pescàei (G. Deliperi, L. Poltini, S. Bavastro)

Lato B
1. Io e la musica (Umberto Bindi, B. Lauzi)
2. Faela ballà ca l'è quella de peie (Anonimo)
3. Barchì (A. Margutti, M. Cappello)
4. E sa cianze a l'à raxõn (A. Margutti, C. Carbone)
5. Moae te sempre ti (G. Deliperi, Aldo De Scalzi)